# Heracleum likiangense
Heracleum likiangense är en flockblommig växtart som beskrevs av H.Wolff. Heracleum likiangense ingår i släktet lokor, och familjen flockblommiga växter. Inga underarter finns listade i Catalogue of Life.